# Wrath of Man
Wrath of Man (prt: Um Homem Furioso; bra: Infiltrado) é um filme britano-estadunidense de 2021, dos gêneros ação e suspense, roteirizado e dirigido por Guy Ritchie, baseado no filme francês de 2004 Le Convoyeur, dirigido por Nicolas Boukhrief.

## Elenco
- Jason Statham como Patrick "H" Hills/Heargraves
- Holt McCallany como Halden "Bullet" Blaire
- Rocci Williams como "Hollow" Bob Martin
- Josh Hartnett como  "Boy Sweat" Dave Hanson
- Jeffrey Donovan como Jackson
- Scott Eastwood como Jan
- Laz Alonso como Carlos
- Andy García como Agente King
- Raúl Castillo como Sam
- DeObia Oparei como Brad
- Eddie Marsan como Terry
- Post Malone como Ladrão
- Niamh Algar como Dana Curtis
- Chris Reilly como Tim

## Lançamento
O filme foi lançado internacionalmente em diversos países, a partir de 22 de abril de 2021, incluindo Rússia e Austrália. Posteriormente, foi lançado nos Estados Unidos em 7 de maio de 2021. O filme estava originalmente agendado para lançamento nos Estados Unidos em 15 de janeiro de 2021, mas foi adiado devido à pandemia de COVID-19. Posteriormente, foi reagendado para 23 de abril de 2021 antes de ser adiado para duas semanas depois. O filme foi lançado em Portugal em 20 de maio de 2021, e no Brasil, em 26 de agosto de 2021. No Reino Unido, o filme seria originalmente lançado pelo braço britânico da Lionsgate. No entanto, o filme foi finalmente lançado diretamente para streaming como Amazon Original no Prime Video em 10 de dezembro de 2021.

## Recepção

### Bilheteria
Wrath of Man arrecadou US$ 27,5 milhões nos Estados Unidos e Canadá, e US$ 76,5 milhões internacionalmente, totalzando US$ 104 milhões no mundo.

### Resposta da crítica
No site agregador de críticas Rotten Tomatoes, 67% das 259 resenhas dos críticos são positivas, com uma classificação média de 6,3/10 O consenso do site diz: "Lutando apenas o suficiente em seu enredo tênue, Wrath of Man vê Guy Ritchie e Jason Statham se reunirem para um passeio divertido e cheio de ação." O Metacritic, que usa uma média ponderada, atribuiu ao filme uma pontuação de 57 em 100, baseado em 38 críticos, indicando críticas "mistas ou médias". O público consultado pelo CinemaScore deu ao filme uma nota média de "A-" em uma escala de A+ a F, enquanto o PostTrak relatou que 77% do público deram uma pontuação positiva, com 57% dizendo que definitivamente o recomendariam.